# ザクロ型の憂鬱
「ザクロ型の憂鬱」（ザクロがたのゆううつ）は、日本のバンドthe GazettEの4枚目のシングルである。2004年7月28日発売。発売元はPS COMPANY。

## 概要
- 「舐 〜zetsu〜」「未成年」と3枚同時発売。それぞれCDとDVD（PV映像）の２枚組。
- 2004年7月28日にキングレコードより「大日本異端芸者的脳味噌中吊り絶頂絶景音源集。」として3曲が１枚にまとめられ発売されたが、PVのDVDは付いていない。

## 収録曲
1. ザクロ型の憂鬱[3:56]
作詞：流鬼／作曲・編曲：大日本異端芸者の皆様

## 収録アルバム
- オリジナル『DISORDER』（2004年10月13日）